# 더 보이 (2016년 영화)
《더 보이》(영어: The Boy)는 2016년 미국의 사이코 호러 영화이다. 윌리엄 브렌트 벨 감독이 연출하고, 스테이시 미니어가 각본을 썼으며, 로런 코핸과 루퍼트 에번스가 출연한다. 1월 22일 북미에 개봉하였다.

## 줄거리
영국을 여행 중인 미국인 그레타 에반스는 나이 많은 힐셔 부부에게 유모로 고용된다. 부부는 그레타에게 자신들의 실제 아들처럼 대하는 브람스라는 인형을 소개한다. 그들은 휴가 동안 브람스와 집을 돌보는 방법을 그레타에게 가르쳐준다.
그레타는 규칙을 무시한다. 그녀는 정기적으로 여동생에게 전화를 걸고, 여동생은 그레타의 폭력적인 전 남자친구 콜이 그녀의 행방을 알아내려 하고 있다고 말한다. 힐셔 부부의 "식료품 배달원" 맬컴이 자주 들르고, 그레타는 그에게서 진짜 브람스가 20년 전 여덟 번째 생일에 화재로 사망했다는 사실을 알게 된다. 맬컴은 그레타에게 데이트 신청을 하고 그녀는 수락한다. 데이트를 위해 샤워를 하는 동안, 그녀의 드레스와 장신구가 사라진다. 그녀는 다락방에서 나는 소리를 조사하다가 갇히고 실수로 의식을 잃어 데이트를 놓친다. 그녀는 맬컴에게 무슨 일이 있었는지 설명하고, 그들은 맬컴이 힐셔 씨가 "이상하다"고 묘사했던 진짜 브람스에 대해 이야기한다.
이상한 일들이 일어난다. 그레타는 자신의 방에 자신을 가둔다. 그녀는 문 밖에 피넛 버터 앤드 젤리 샌드위치가 놓여 있는 것을 발견하고 아이의 목소리가 착하게 굴겠다고 약속한다. 그레타는 규칙을 진지하게 받아들이기 시작한다.
그녀는 인형이 자신과 같은 방에 없을 때만 움직인다는 것을 깨닫는다. 맬컴은 그레타에게 브람스의 친구였던 한 소녀가 숲에서 두개골이 부서진 채 발견되었다고 알려준다. 그 후 힐셔 부부의 집은 브람스와 함께 불에 탔다. 맬컴은 그녀에게 머물지 말라고 경고하지만 그레타는 인형에 아이의 영혼이 깃들어 있다고 믿으며 브람스를 돌봐야 한다고 느낀다. 힐셔 부부는 브람스에게 작별 편지를 쓰고 스스로 익사한다.
콜이 예상치 못하게 도착하여 그레타에게 아침에 자신과 함께 미국으로 돌아갈 것을 요구한다. 맬컴이 도착하여 도움을 제안하지만 그녀는 거절하고 그는 떠나지만 근처에 있기 위해 차에 머무른다. 그레타는 인형에게 도움을 요청하고 콜은 잠에서 깨어나 피로 쓰여진 "나가라"는 메시지를 본다. 콜은 화를 내고 맬컴은 소동을 조사하기 위해 다시 들어온다. 콜은 인형을 산산조각 내고, 집이 흔들리기 시작하며 벽 뒤에서 소리가 들린다. 거울이 폭발하고 진짜 살아있는 브람스—벽 안에 숨어 인형 가면을 쓰고 있던 다 자란 남자—가 나타나 콜을 죽인다.
그레타와 맬컴은 진짜 브람스가 숨어 있던 벽의 빈 공간으로 도망치고, 브람스의 방과 그레타의 훔친 드레스를 입은 여자 인형을 발견한다. 브람스는 맬컴을 기절시키지만 그레타는 맬컴을 구하기 위해 돌아오기 전에 집을 탈출할 수 있다. 그녀는 브람스가 여전히 어린아이 같다는 것을 깨닫고 규칙을 언급하며 브람스를 잠자리에 들게 한다. 그는 잘 자라는 키스를 요구하고 그레타는 그것을 주며 그를 찌르기 위한 방해로 이용한다. 브람스는 그녀를 목졸라 죽이려 하지만 그녀는 무기를 더 깊숙이 찔러 넣고 그는 쓰러진다. 그레타는 맬컴을 구하고 그들은 탈출한다.
마지막 장면에서 누군가가 인형을 수리하는 모습이 보인다.

## 출연
- 로런 코핸 - 그레타 : 남자친구의 폭력으로 벗어나게 되고 유모로 들어가게 된 그녀는 대저택안에 들어가 힐셔 부부의 소개 받은 인형 "브람스"를 규칙을 알려주고,입혀주고,먹여주는것까지 10가지의 규칙을 알려주고 대저택에 남기게 되지만 점점 공포가 다가오고 있었다, 그러던 어느날 남자친구 (콜)의 등장으로 쫓겨날 계획을 세운 그녀는 인형과 함께 같이 있게 해준다
- 루퍼트 에번스 - 맬컴
- 짐 노턴 - 힐셔 선생:유모로 뽑은 그레타에게 인형을 맡기고 아내와 함께 여행을 떠난다.브람스 인형때문에 여행도 마음대로 다니지 못했고 돌아가면 또 브람스 인형을 돌보며 브람스 인형한테 시달릴걸 생각하고 더 이상 못해먹갰고 어차피 살날도 안 남았다고 생각했는지 아내와 함께 큰 돌을 주워서 주머니에 넣은후 강에 들어가서 자살한다.
- 다이애나 하드캐슬 - 힐셔 부인
- 벤 롭슨 - 콜
- 제임스 러셀 - 성인 브람스
- 젯 클라인 - 소년 브람스
- 매튜 워커 - 택시 기사
- 스테파니 레멜린 - 샌디